# Philautus cinerascens
Espèce
Synonymes
- Ixalus cinerascens Stoliczka, 1870

Statut de conservation UICN

 DD  : Données insuffisantes
Philautus cinerascens est une espèce d'amphibiens de la famille des Rhacophoridae.

## Répartition
Cette espèce est endémique du Sud de l'État Karen en Birmanie,.

## Publication originale
- Stoliczka, 1870 : Note on Three Species of Batrachia from Moulmein. Proceedings of the Asiatic Society of Bengal, vol. 1870, p. 272-276 (texte intégral).